# Diastatops estherae
Diastatops estherae är en trollsländeart som beskrevs av Montgomery 1940. Diastatops estherae ingår i släktet Diastatops och familjen segeltrollsländor. Inga underarter finns listade i Catalogue of Life.